# Robert H. Dennard
Robert Heath Dennard (né le 5 septembre 1932 et mort le 23 avril 2024) est un ingénieur électricien et inventeur américain.

## Biographie
Robert Dennard est né à Terrell, au Texas, aux États-Unis. Il obtient sa licence et sa maîtrise en génie électrique de l'Université méthodiste du Sud de Dallas, en 1954 et 1956. Il obtient un doctorat du Carnegie Institute of Technology à Pittsburgh, Pennsylvanie, en 1958. Il fait sa carrière comme chercheur pour International Business Machines.
En 1966, il invente la cellule mémoire à transistor composée d'un transistor et d'un condensateur pour laquelle un brevet est délivré en 1968. C'est la base de la mémoire vive dynamique (DRAM) actuelle. Dennard est également parmi les premiers à reconnaître l'énorme potentiel de la réduction des MOSFET. La théorie de mise à l'échelle que lui et ses collègues formulent en 1974 postule que les MOSFET continuent de fonctionner comme des commutateurs commandés en tension tandis que tous les facteurs de mérite clés tels que la densité de configuration, la vitesse de fonctionnement et l'efficacité énergétique s'améliorent – à condition que les dimensions géométriques, les tensions et les concentrations de dopage soient systématiquement mis à l’échelle pour maintenir le même champ électrique. Cette propriété est à la base de la réalisation de la loi de Moore et de l'évolution de la microélectronique au cours des dernières décennies.
En 1984, Dennard est élu membre de l'Académie nationale d'ingénierie des États-Unis pour ses travaux pionniers dans la technologie FET, notamment l'invention de la RAM dynamique et ses contributions à la théorie de la mise à l'échelle.